# Park Gok-ji
Dans ce nom coréen, le nom de famille, Park , précède le nom personnel.
Park Gok-ji (hangeul : 박곡지 ; hanja : 朴曲之 ; RR : Bak Gok-ji ; MR : Pak Kokchi) est une monteuse sud-coréenne, née le 28 février 1965.

## Biographie

### Carrière
En 2006, Park Gok-ji et son acolyte Jeong Jin-hee gagnent le prix du meilleur montage à la cinquième cérémonie de Korean Film Awards pour A Dirty Carnival (비열한 거리) de Yoo Ha (2006).

### Vie privée
Park Gok-ji est la femme du réalisateur Park Heung-sik (en), avec qui elle a plusieurs enfants et met à profit son influence au sein de l'industrie locale pour l’aider à monter son second film The Railroad (경의선, 2006).

## Filmographie

### Films
- 1991 : Le Fils du général 2 (장군의 아들 2) d'Im Kwon-taek
- 1992 : Le Fils du général 3 (장군의 아들 3) d'Im Kwon-taek
- 1993 : La Chanteuse de pansori (서편제) d'Im Kwon-taek
- 1995 : Samgong-il samgong-i (삼공일삼공이) de Park Chul-soo
- 1996 : Born To Kill (본 투 킬) de Jang Hyeon-soo
- 1996 : Le Jour où le cochon est tombé dans le puits (돼지가 우물에 빠진 날) de Hong Sang-soo
- 1996 : Crocodile (악어) de Kim Ki-duk
- 1997 : Poison (쁘아종) de Park Jae-ho
- 1997 : No. 3 (넘버 3) de Song Neung-han
- 1997 : L'Écho du vent en moi (내 안 에 우는 바람) de Jeon Soo-il
- 1997 : The Contact (접속) de Jang Yoon-hyeon
- 1999 : Shiri (쉬리) de Kang Je-gyu
- 1999 : Calla (카라) de Song Hae-seong
- 1999 : Fantasmes (거짓말) de Jang Sun-woo
- 2000 : Promenade (산책) de Lee Jeong-gook
- 2000 : Pisces (물고기자리) de Kim Hyeong-tae
- 2001 : Failan (파이란) de Song Hae-seong
- 2001 : Ma femme est un gangster (조폭 마누라) de Jo Jin-kyoo
- 2002 : Oollala Sisters (울랄라 씨스터즈) de Park Je-hyeon
- 2002 : Marriage Is a Crazy Thing (결혼은 미친짓이다) de Yoo Ha
- 2002 : Over the Rainbow (오버 더 레인보우) de Ahn Jin-woo
- 2002 : Champion
- 2002 : Ardor (밀애) de Byeon Yeong-joo
- 2003 : Madeleine (마들렌) de Park Gwang-choon
- 2003 : The Scent of Love (국화꽃 향기) de Lee Jeong-wook
- 2003 : Friend (친구) de Kwak Gyeong-taek
- 2003 : Garden of Heaven (하늘정원) de Lee Dong-hyeon
- 2003 : Tube (튜브) de Baek Woon-hak
- 2003 : Save the Green Planet! (지구를 지켜라) de Jang Joon-hwan
- 2003 : Oh! Brothers (오! 브라더스) de Kim Yong-hwa
- 2004 : Once Upon a Time in High School (말죽거리 잔혹사) de Yoo Ha
- 2004 : Frères de sang (태극기 휘날리며) de Kang Je-gyu
- 2004 : Face (페이스) de Yoo Sang-gon
- 2004 : How to Keep My Love (내 남자의 로맨스) de Park Je-hyeon
- 2004 : Spin Kick (돌려차기) de Nam Sang-gook
- 2004 : Flying Boys (발레 교습소) de Byeon Yeong-joo
- 2004 : Rikidozan (역도산) de Song Hae-seong
- 2005 : My boyfriend is type-B (B형 남자친구) de Choi Seok-won
- 2005 : The Twins (역전의 명수) de Park Heung-shik
- 2005 : Rules of Dating (연애의 목적) de Han Jae-rim
- 2005 : Heaven's soldiers - Les soldats de l'apocalypse (천군) de Min Joon-ki
- 2005 : Mister Socrates (미스터 소크라테스) de Choi Jin-won
- 2005 : My Girl and I (파랑주의보) de Jeong Yoon-soo
- 2006 : Mr. Wacky (생, 날선생) de Kim Dong-wook
- 2006 : Dirty Carnival (비열한 거리) de Yoo Ha
- 2006 : Ddukbang (뚝방전설) de Jo Beom-goo
- 2006 : Our Happy Time (우리들의 행복한 시간) de Song Hae-seong
- 2006 : Mission Sex Control (잘 살아보세) de Ahn Jin-woo
- 2006 : 200 Pounds Beauty (미녀는 괴로워) de Kim Yong-hwa
- 2006 : Ma femme est un gangster 3 (조폭 마누라 3) de Jo Jin-kyoo
- 2007 : Femme Fatale (죽어도 해피 엔딩) de Kang Kyeong-hoon
- 2007 : The Mafia, The Salesman (상사부일체 - 두사부일체 3) de Shim Seung-bo
- 2007 : Le Grand Chef (식객) de Jeon Yoon-soo (en)
- 2007 : The Railroad (경의선) de Park Heung-shik
- 2007 : Miss Gold Digger (용의주도 미스 신) de Park Yong-jib
- 2007 : My Love (내 사랑) de Lee Han
- 2008 : Lovers of 6 Years (6년째 연애중) de Park Hyeon-jin
- 2008 : Portrait of a Beauty (미인도) de Jeon Yoon-soo (en)
- 2008 : A Frozen Flower (쌍화점) de Yoo Ha
- 2009 : Descendants of Hong Gil-dong (홍길동의 후예) de Jeong Yong-ki
- 2010 : Wedding Dress (웨딩드레스) de Kwon Hyeong-jin
- 2010 : Le Grand Chef 2 (식객: 김치전쟁) de Baek Dong-hoon
- 2010 : A Better Tomorrow (무적자) de Song Hae-seong
- 2010 : He's on Duty (방가?방가!) de Yook Sang-hyeon
- 2010 : Hero (히어로) de Kim Hong-ik
- 2011 : Heartbeat (심장이 뛴다) de Yoon Jae-geun
- 2011 : I Am a Dad (나는 아빠다) de Jeon Man-bae et Lee Se-yeong
- 2011 : Far Away : Les soldats de l’espoir (마이웨이) de Kang Je-gyu
- 2012 : Morsures (하울링) de Yoo Ha
- 2012 : Helpless (화차) de Byeon Yeong-joo
- 2012 : Deranged (연가시) de Park Jeong-woo
- 2013 : Boomerang Family (고령화가족) de Song Hae-seong
- 2013 : Blood and Ties (공범) de Gook Dong-seok
- 2013 : Top Star (톱스타) de Park Joong-hoon
- 2014 : Mr. Perfect (백프로) de Kim Myeong-gyoon
- 2014 : Welcome (왓니껴) de Lee Dong-sam
- 2014 : Awaiting (민우씨 오는 날) de Kang Je-gyu
- 2015 : Gangnam Blues (강남 1970) de Yoo Ha
- 2015 : Salut D'Amour (장수상회) de Kang Je-gyu
- 2015 : The Piano (기적의 피아노) de Lim Seong-goo
- 2015 : Sorry, I Love You, Thank You (미안해 사랑해 고마워) de Jeon Yoon-soo (en)
- 2016 : Hiya (히야) de Kim Ji-yeon
- 2016 : Twenty Again (두 번째 스물) de Park Heung-shik
- 2016 : The Truth Beneath (비밀은 없다) de Lee Kyoung-mi
- 2016 : Pandora (판도라) de Park Jeong-woo
- 2019 : The Dude in Me (내안의 그놈) de Kang Hyo-jin
- 2019 : Race to Freedom: Um Bok Dong (자전차왕 엄복동) de Kim Yoo-seong
- 2019 : Eomung (어멍) de Go Hoon
- 2020 : Paper Flower (종이꽃) de Go Hoon
- 2021 : Pipeline (파이프라인) de Yoo Ha
- 2021 : Whispering Corridors 6: The Humming (여고괴담 여섯번째 이야기: 모교) de Lee Mi-young
- 2022 : Drown (파로호) de Lim Sang-su
- 2022 : A Birth (탄생) de Park Heung-shik

## Distinctions

### Récompenses
- Grand Bell Awards 1997 : Meilleur montage pour The Contact (접속)
- Asia-Pacific Film Festival 1999 : Meilleur montage pour Shiri (쉬리)

### Nominations
- Asian Film Awards 2007 : meilleur montage pour Dirty Carnival (비열한 거리)
- Grand Bell Awards 2007 : meilleur montage pour 200 Pounds Beauty (미녀는 괴로워)
- Korean Film Awards 2007 : meilleur montage pour 200 Pounds Beauty (미녀는 괴로워)